# Eutelia dimidiata
Eutelia dimidiata är en fjärilsart som beskrevs av Walker 1863. Eutelia dimidiata ingår i släktet Eutelia och familjen nattflyn. Inga underarter finns listade i Catalogue of Life.